# Scuola di Parigi

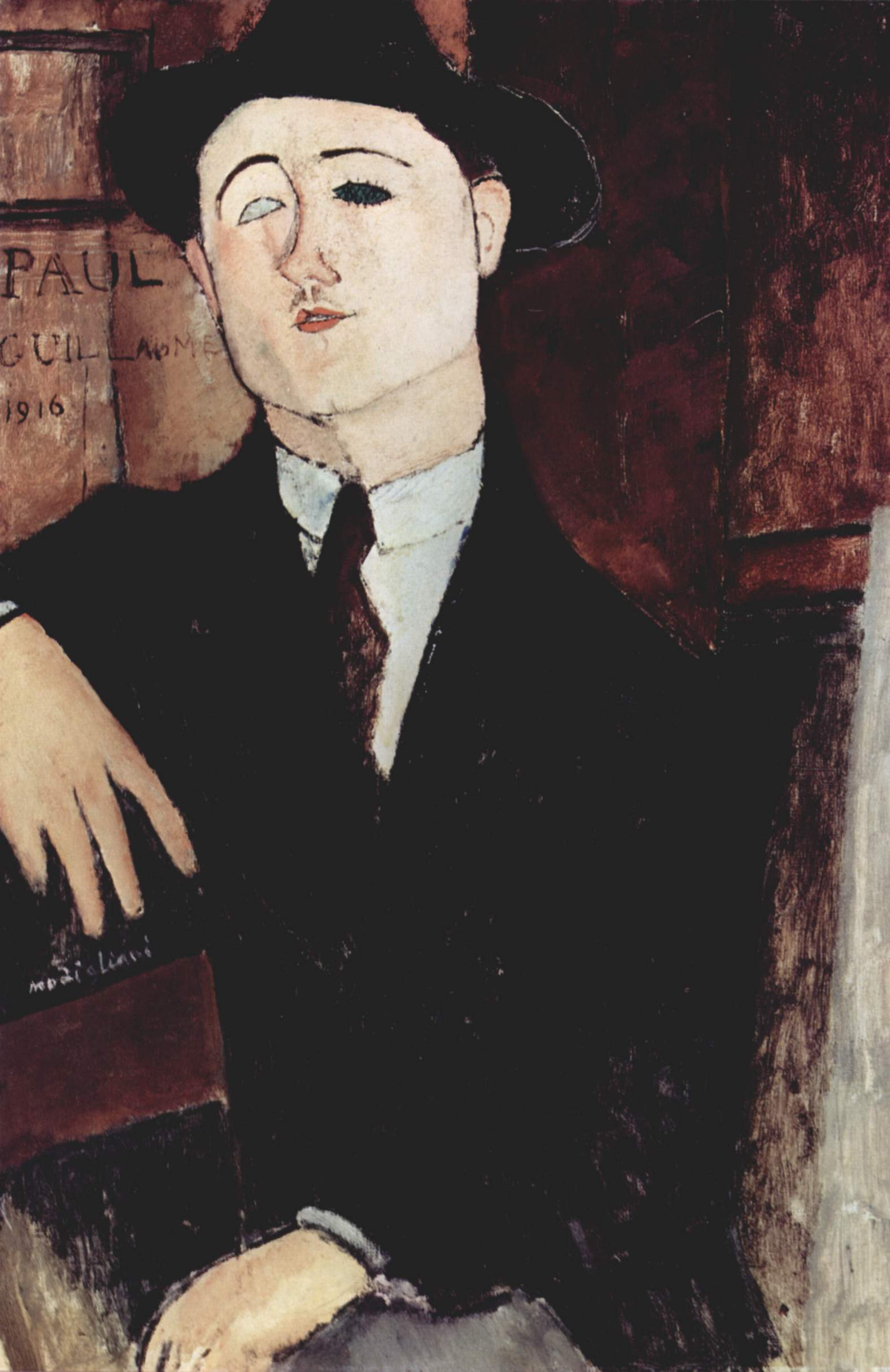
Amedeo Modigliani, Ritratto di Paul Guillaume, 1916

Il termine Scuola di Parigi (in francese École de Paris) viene utilizzato per indicare l'insieme degli artisti, tra i quali molti stranieri, presenti a Parigi dall'inizio del XX secolo sino ai decenni successivi alla seconda guerra mondiale.
Si tratta in sostanza di un'espressione che non designa un gruppo o una corrente in particolare e che non si riferisce a una scuola vera e propria, ma che evoca la pluralità di artisti che vissero a Parigi e che lì vi trovarono il luogo di residenza delle loro esperienze artistiche, contribuendo allo sviluppo delle diverse fasi dell'arte moderna. In una tale accezione, nell'espressione École de Paris si intende riunire gli artisti che contribuirono a fare di Parigi il teatro stesso della creazione artistica.
Si è soliti distinguere, nel quadro generale del XX secolo, tre grandi periodi di creatività e rinnovamento nel panorama artistico parigino. Il primo che va dal 1900 agli anni 1920, il secondo che si estende tra le due Guerre Mondiali e l'ultimo che corrisponde alle esperienze artistiche successive alla Seconda Guerra Mondiale.
Nel corso della Seconda Guerra Mondiale, nel pieno dell'occupazione tedesca di Parigi, nel 1941 e nel 1943, due mostre diedero il via a un grande momento della Scuola di Parigi. Gli artisti che vi presero parte sarebbero stati infatti considerati, pur nelle loro notevoli differenze estetiche, i rappresentanti di una «Nouvelle École de Paris».

## Dal 1900 al 1920: il periodo interbellico
L'espressione École de Paris era occasionalmente già impiegato prima dello scoppio della prima guerra mondiale ad evidenziare le esperienze opposte all'espressionismo tedesco ma fu l'idea di una metropoli dell'arte, Parigi, a richiamare gli artisti che vi vissero e lavorarono nel periodo precedente allo scoppio della Prima Guerra Mondiale e che diedero vita al Postimpressionismo, al Cubismo, Fauvismo.
Parigi divenne il simbolo dell'internazionalismo culturale e, a partire dal 1900, vi affluì tutta una costellazione di artisti, francesi e dalle più diverse regioni europee che si stabilirono specialmente a Montparnasse, che divenne la fucina delle nuove idee artistiche e in generale culturali. Tra gli artisti che si stabilirono a Parigi in quel periodo con i loro ateliers  bisogna ricordare artisti francesi quali Pierre Bonnard, Henri Matisse, Fernand Léger, André Derain ed artisti stranieri come Pablo Picasso, Marc Chagall, Amedeo Modigliani, Moïse Kisling, Kees van Dongen, Alexandre Archipenko, Ossip Zadkine, per citare solo quelli più noti.
Il termine École de Paris accomunò quel mondo poliedrico di artisti e prese a diffondersi con il 1925. Molti di questi artisti continuarono ad operare a Parigi anche nel periodo del primo dopoguerra e a loro si aggiunsero Hans Arp, Robert Delaunay, Sonia Terk Delaunay, Joan Miró, Constantin Brâncuși, Raoul Dufy, René Iché, Tsuguharu Foujita e Chaïm Soutine e che diedero vita a nuovi stili compreso il Surrealismo e il Dadaismo.
Montparnasse aveva dunque preso il posto di Montmartre. I punti di ritrovo prediletti dai partecipanti all'École de Paris e dai mercanti d'arte erano i cafés-brasseries affacciati sul Boulevard du Montparnasse, i più antichi La Rotonde e Le Dôme e poi La Coupole, che aprirà nel 1927 e che conoscerà uno straordinario successo anche per l'intervento degli artisti come decoratori di quello spazio che simboleggiava la loro creatività.
Momenti significativi di incontro e di trasmissione delle esperienze estetiche degli artisti dell'École de Paris furono il Premier Salon des Jeunes Artistes (tenutosi presso il Palais des Beaux-Arts), nel febbraio-marzo 1937 e il Deuxième Salon des jeunes Artistes (tenutosi a Faubourg Saint Honoré), dalla fine di giugno ai primi di luglio 1938.
Ma lo scacchiere geopolitico europeo nel periodo interbellico prometteva un orizzonte cupo. Esso continuò a stimolare l'afflusso di artisti a Parigi, sovente con un carattere per certi aspetti di esiliati politici per altri di fuggiaschi, basti pensare a quelli provenienti dalle regioni dell'ex Impero russo, come i pittori André Lanskoy e Serge Poliakoff, o dall'Europa centrale sconvolta dall'ascesa nazista, come i polacchi Jacob Markiel e Jesekiel David Kirszenbaum.
Sul piano artistico emersero nuove tendenze stilistiche, in primis verso l'arte astratta.

## Durante la Seconda Guerra Mondiale
Con Parigi sotto occupazione tedesca, due mostre furono determinanti per affermare l'indipendenza dell'arte francese dall'ideologia artistica nazista, e proprio quando il nazismo moltiplicava le sue condanne dell'arte degenerata.
Nel 1941, l'esposizione intitolata Vingt jeunes peintres de Tradition Française, inaugurata il 10 Maggio alla Galerie Braun, riunì le opere di Jean Bazaine, André Beaudin, Paul Berçot, Jean Bertholle, Francisco Bores, Lucien Coutaud, Charles Desnoyer, Léon Gischia, Charles Lapicque, Lucien Lautrec, Raymond Legueult, Jean Le Moal, Alfred Manessier, André Marchand, Édouard Pignon, Suzanne Roger, Gustave Singier, Pierre Tal-Coat e Charles Walch. Anche il nome di Maurice Estève figurava nel catalogo, ma nessun suo lavoro venne esposto.
Tra questi nomi quello di Charles Lapicque fu fondamentale: egli divenne uno dei veri e propri teorici del gruppo dei Jeunes Peintres de Tradition Française, esercitando una profonda influenza sulla sua generazione. Quest'esposizione riunì la maggioranza degli artisti che, dopo meno di una decina d'anni, avrebbero sviluppato la corrente di pittura non figurativa: essa si affermerà dalla fine degli anni 1940, giungendo a un grande riconoscimento negli anni 1950.
Nel 1943, l'esposizione intitolata Douze peintres d’aujourd’hui, che si tenne alla Galerie de France, e che riunì, in un'esposizione collettiva, Bazaine, Bores, Estève, Fougeron, Gischia, Lapicque, Le Moal, Manessier, Pignon, Singier, inoltre Gabriel Robin et Jacques Villon.  Fu la dimostrazione della possibilità di persistere dell'arte francese di allora durante l'occupazione tedesca, attraverso il lavoro di questi artisti che si sarebbero impegnati, sino alla Liberazione e al momento subito successivo, ad affermare l'esistenza di una "tradition française" e, al tempo stesso, di una concezione di modernità. Gli artisti che vi presero parte sarebbero stati designati, pur nelle loro notevoli differenze estetiche, i rappresentanti di una «Nouvelle École de Paris».
Questo termine sarebbe stato usato, dopo la guerra, per esempio dal critico d'arte André Warnod.
Molti dei citati pittori, seguendo il critico d'arte Gaston Diehl, avrebbero collaborato alla nascita del Salon de Mai, nel 1943, appuntamento annuale dell'arte per i decenni a venire. Anch'esso fondato in piena occupazione, fu concepito come un atto di resistenza al nazismo e per la difesa di un'arte moderna libera di esprimersi.

## Il secondo dopoguerra
Dopo la Liberazione, la Nouvelle École de Paris trovò spazio, oltre che nel giovane ma dinamico Salon de Mai, in diverse gallerie di Parigi, tra cui la Galerie de Paris ed anche presso il Salon des Indépendants con i suoi incontri annuali.
Il Salon de Mai deve ricevere attenzione speciale, poiché ebbe una notevole funzione di catalizzatore per lo sviluppo e la conoscenza della Nouvelle École de Paris.
Il vernissage del primo Salon de Mai ebbe luogo il 29 Maggio 1945. Il Comitato d'Onore riunì personalità legate all'esperienza durante l'occupazione e la liberazione di Parigi e alla fede verso la libertà dell'arte: Germain Bazin, Jacques Dupont, René Huyghe, Bernard Dorival, Michel Florisoone, Pierre Ladoué et Marc Thiboutet. Il catalogo ricevette la prefazione di Gaston Diehl, con testi di René Bertelé et André Rolland de Renéville, nonché poemi di Jacques Prévert, Lucien Becker, André Frénaud, Jean Follain ed il poeta Guillevic. Sono nomi importanti da ricordare per il loro significato nella cultura francese del tempo e per comprendere l'atmosfera in cui nacque questa nuova istituzione artistica parigina.
Le mostre annuali del  Salon de Mai  furono organizzate inizialmente presso la galleria d'arte ‘Pierre Maurs’ in avenue Matignon e poi presso la ‘Galerie Arts’ a Faubourg Saint-Honoré. Successivamente, dopo alcuni anni complessi, esso sarebbe stato trasferito presso il Musée de l'Art Moderne de la Ville de Paris.
Gli artisti che orbitavano attorno a questa istituzione di promozione della cultura e della creazione estetica erano sostanzialmente indipendenti dal potere politico, o lottavano contro il rigore, il sistematismo del realismo socialista, tranne casi invero rari che furono appoggiati dal sistema culturale del Partito Comunista Francese, come ad esempio Édouard Pignon campione del mito dell'operaio-artista, la cui sposa Helène Parmelin, scrittrice e saggista, era entrata nel Partito già prima della fine della guerra, era poi diventata grande reporter dello storico giornale L'Humanité (testata socialista sino al 1920 poi organo del Partito Comunista) ed era intimamente inserita nell'entourage di Picasso.
Tra i pittori figurativi della Nouvelle École de Paris si incontrano i nomi René Aberlenc, Guy Bardone, François Baron-Renouard, Jean Baudet, Michel Bertrand, Roland Bierge, Bernard Buffet, Maurice Boitel, Yves Brayer, Jean Calogero, Paul Collomb, Jean-Michel Coulon, Maurice Verdier, André Mignaux, Gaëtan de Rosnay, Françoise Adnet, Belias, Cara-Costea, Geoffroy Dauvergne, Jean Dries, Roger Forissier, Daniel du Janerand, Michel de Gallard, Jansem, Jean Joyet, François Heaulmé, Gabriel Dauchot, René Margotton, Yvonne Mottet, ORAZI, Danièle Perré, Pierre-Henry, Raoul Pradier, Claude Schürr, Paul Schuss, Gaston Sébire, Éliane Thiollier, Michel Thompson, Jean Vinay, Louis Vuillermoz.
Una minoranza di loro volgerà all'arte astratta, come fece Baron-Renouard che prese parte alle tendenze pittoriche della Nouvelle École de Paris del "paysagisme abstrait"  e del "naturalisme imaginaire abstrait"  -negli anni 1950-1960-, come Pignon, e poi Orazi. Dopo una breve fase d'arte astratta, quest'ultimo -diversamente dai primi due- si sarebbe impegnato, utilizzando tecniche innovatrici, dalla fine degli anni 1950 lungo il decennio 1960, in un'espressione artistica che coniugava pittura e scultura: tale esperienza rientrò nella sperimentazione di quella che veniva denominata nella cerchia parigina la "Peinture en Relief".